# Itsasondo
Itsasondo är en kommun i Spanien.Den ligger i Gipuzkoaprovinsen i den autonoma regionen Baskien i norra delen av landet, 300 km norr om huvudstaden Madrid. Antalet invånare är 670 (2024). Arean är 8,94 kvadratkilometer.